# 마젤란 은하
두 마젤란 은하는 우리 은하 주위에 있는 불규칙 왜소 은하로, 국부은하군에 속한다. 마젤란 성운이라고 불리기도 한다.

## 역사
마젤란 은하는 남쪽 지방에서는 일찍부터 알려져있었을 것이다. 대마젤란 은하에 대한 언급이 처음 나타난 것은 964년, 페르시아의 천문학자 알 수피의 책 《Al Bakr(항성의 책)》에서이다. 아라비아 반도 북부와 바그다드에서는 대마젤란 은하가 보이지 않지만, 북위 12°15'의 바브엘만데브 해협에서는 관측 가능하다.
유럽에서는 페르디난드 마젤란이 1519년부터 1522년까지 세계 일주 항해를 하던 중에 발견하였다. 하지만 이 은하에 마젤란의 이름이 붙게 된 것은 훨씬 나중에서였다. 1603년 베이어가 쓴 책에는 "Nubecula Maior"와 "Nubecula Minor"이라는 이름으로 쓰였다. 1795년 프랑스의 플램스티드가 쓴 천체도에서도 "Le Grand Nuage"과 "Le Petit Nuage"라는 이름을 썼다. 이 이름은 각각 라틴어와 프랑스어로 대성운과 소성운을 뜻한다.

## 특징
| 이름          | 기호            | 종류       | 거리(kly) | 거리(kpc) | 지름(kpc) | 질량(M☉) | 적경      | 적위     | 겉보기 등급 |
| ------------- | --------------- | ---------- | --------- | --------- | --------- | -------- | --------- | -------- | ----------- |
| 대마젤란 은하 | LMC, ESO 56-115 | Irr/SB(s)m | ~163      | ~50       | 7.7       | 10       | 05h 24.0m | -69° 48' | 0.9         |
| 소마젤란 은하 | SMC, NGC 292    | Irr        | ~209      | ~64       | 3.1       | 2×109    | 00h 51.0m | -73° 06' | 2.7         |

## 같이 보기
- 국부은하군
- 불규칙 은하
- 대마젤란 은하
- 소마젤란 은하